# Zbyňov
Zbyňov (in ungherese Zebény) è un comune della Slovacchia facente parte del distretto di Žilina, nella regione omonima.